# Карибська область

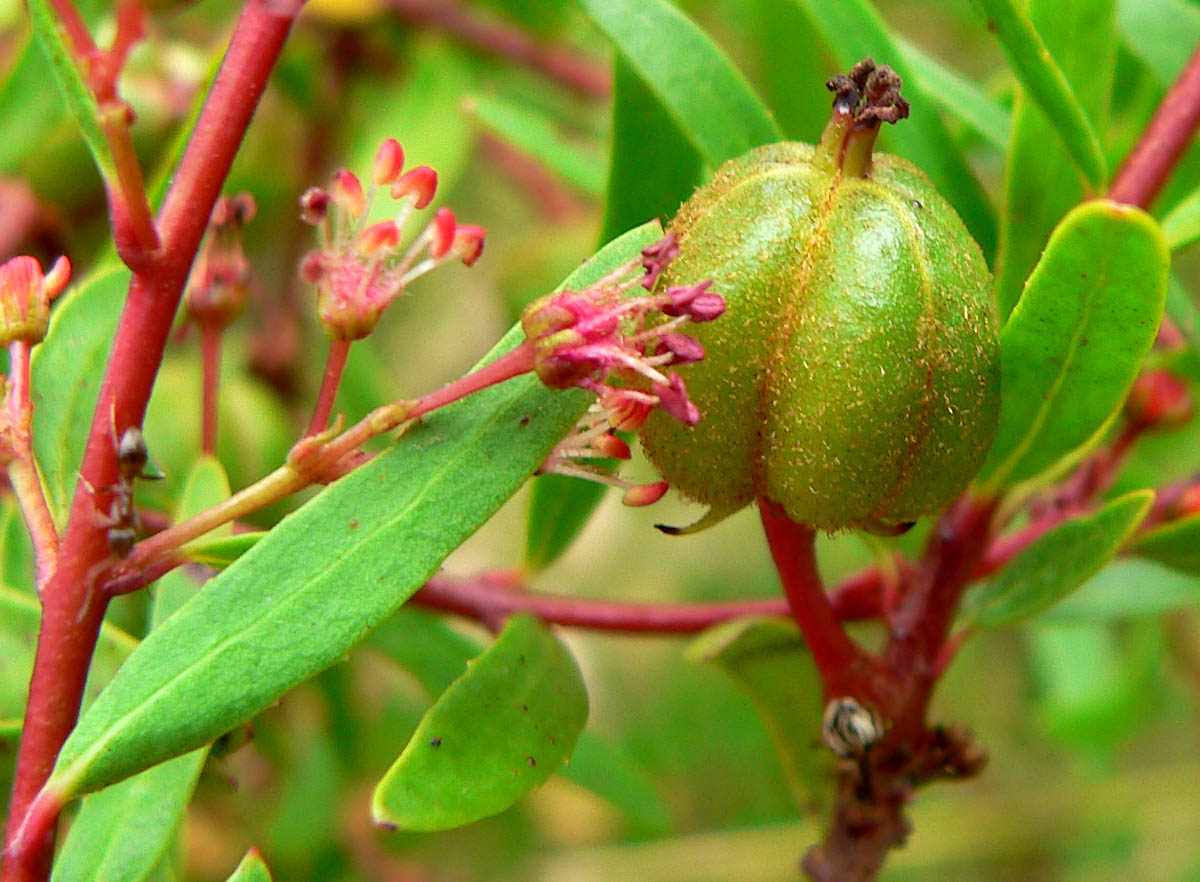
Picrodendraceae, Tetracoccus dioicus

Кари́бська о́бласть входить до складу  Неотропічного флористичного царства. До неї належать південна тропічна частина півострова Каліфорнія, низовини і узбережжя Мексики, найпівденніша тропічна частина п-ова Флорида, острови Ревільяхіхедо, Кліппертон, Флорида-Кіс, Багамські, Бермудські, Великі і Малі Антильські, Гватемала, Панама, Північна Колумбія, Північна Венесуела і о. Тринідад.

## Флора
До  флори області входять дві ендемічні родини (Picrodendraceae і Plocospermataceae) і понад 500 ендемічних родів (на Бермудських о-вах ендемічні роди відсутні). Дуже високий відсоток ендемічних видів.